# Casa-Museu Salvador Dalí

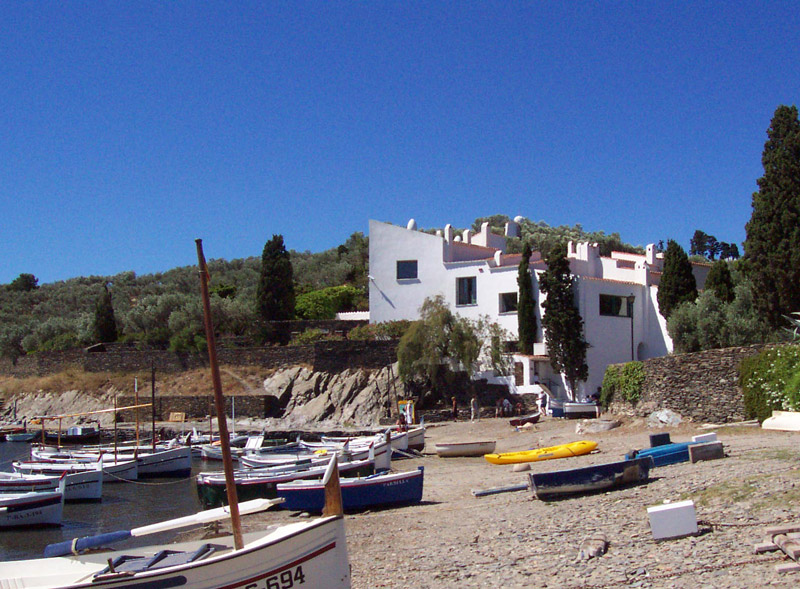
Het Casa-Museu Salvador Dali in Port Lligat

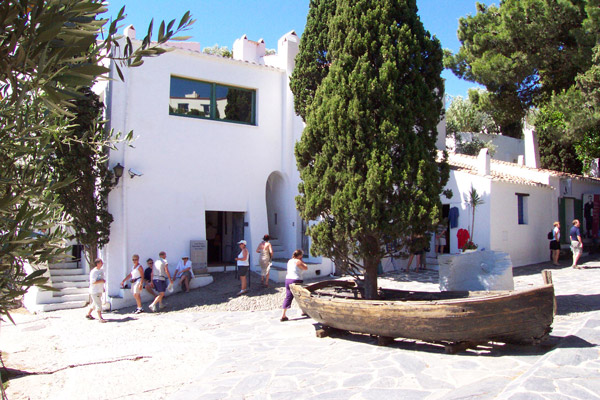
Het Casa-Museu Salvador Dali in Port Lligat met de boot-cipres, een ontwerp van Dali

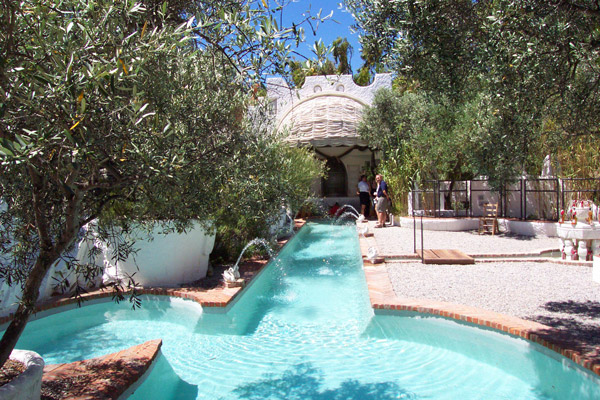
Het zwembad van Casa-Museu Salvador Dali in Port Lligat

Casa-Museu Salvador Dalí is een museum in Port Lligat (Catalonië) gewijd aan de kunstenaar Salvador Dalí. Het museum is gevestigd in een villa die jarenlang het huis van Dalí was. Een groot deel van zijn werken kwam hier tot stand. Sinds 1997 is deze villa opengesteld voor het publiek als museum.
Port Lligat ligt niet ver van Cadaqués, de geboorteplaats van zijn vader. De familie bezat een huis bij het strand van Llaner, waar Dalí regelmatig verbleef tijdens de zomervakanties. In 1929 ontmoette hij Gala (geboren Elena Dmitrievna Diakonova), op dat tijdstip gehuwd met Paul Éluard. Gala werd zijn levensgezellin en in de loop van 1930 zocht Dalí een huis voor hen beiden. Hij vond het in Port Lligat.

## De aankoop van het huis
Dalí kocht het eerste deel van het huis, overigens op dat moment in slechte bouwkundige staat, van Lidia Noguer. Het werd gebruikt als opslagruimte voor vistuig. Dalí had het huis ontdekt tijdens zijn vele zwerftochten langs de kust. De koop werd gefinancierd door de verkoop van het schilderij De oude dag van Willem Tell (olieverf op linnen, 98×140 cm, 1931). Op 20 augustus 1930 werd het huis officieel gekocht. De totale oppervlakte was 22 m². De vissershut kende slechts een vertrek. Dat diende als eetkamer, slaapkamer en studio. Een kleine trap leidde naar een bovenverdieping waar de kleine keuken en een toilet was.
Op 22 september 1930 kocht Dalí een tweede vissershut (even groot als de eerste). In 1932 bestond zijn woning in Port Lligat uit de twee voormalige vissershutten en een kleine aanbouw.

## Bouwkundige ontwikkeling
Dalí en Gala zagen hun huis als een organisch gegroeide structuur. Iedere gebeurtenis in hun leven was het begin van een nieuwe cel, een nieuwe ruimte in het wooncomplex. Zodoende kreeg het complex een labyrintachtige structuur, met smalle doorgangen en talloze niveauverschillen. In 1935 besloten ze hun huis uit te breiden. Emili Puignau kreeg de opdracht de werkzaamheden uit te voeren. Dalí bleef overigens zeer betrokken bij de verbouwingen. Naar zijn opvatting moesten de daken zo geconstrueerd worden, dat ze als het ware een serie traptreden vormden in de richting van de zee.
Bij het uitbreken van de Spaanse Burgeroorlog migreerden Dalí en Gala naar de Verenigde Staten. Eerst in 1948 keerden ze terug naar Port Lligat.
In 1948 werd nog een vissershut grenzend aan de bestaande woning gekocht. In 1949 kon de nieuwe uitbreiding als bibliotheek en woonkamer in gebruik genomen worden. Gala droeg zorg voor de inrichting. Voorts werd in 1948 een stuk grond gekocht, dat later een deel van de olijfgaard werd.
Na 1949 groeide het wooncomplex verder. Er werden nog drie vissershutten bijgekocht en zodoende konden een nieuwe studio, keuken en slaapkamer worden gerealiseerd. In 1954 werd de befaamde duiventil bij de olijfgaard gebouwd naar eigen ontwerp van Dalí. De duiventil is versierd met houten hooivorken en de halfronde openingen zijn bedoeld als een windorgel als de tramuntana zijn invloed doet gelden. Een eivormige sculptuur is op het dak geplaatst
In 1958 kwam de zogenaamde Via Làctia gereed, een kalkstenen wandelpad parallel aan de zee. De Ovale Kamer was de laatste grote kamer die aan het geheel is toegevoegd. Hij kwam gereed in 1961. Het vertrek was de favoriete ruimte van Gala.
Tussen 1960 en 1971 kregen de buitenruimten hun definitieve vorm. Met name het zwembad, dat qua vorm herinneringen moest oproepen aan de tuinen van het Alhambra in Granada, vormde met omringende terrassen en de patio in de periode 1972-1974 het centrum van het sociale leven van de Dalí’s.

## Het huis als museum
Op 30 juni 1982 overleed Gala. Dalí verhuisde naar Púbol en kwam niet meer naar Port Lligat terug. Bij het overlijden van Dalí 1989 kwam het huis aan de Spaanse staat. Na restauratiewerkzaamheden werd het op 17 september 1997 als museum opengesteld voor het publiek. Het museum wordt beheerd door de Fundació Gala-Salvador Dalí. Een toegangskaart wordt aan een bepaalde dag en uur gebonden om de bezoekersstroom beheersbaar te houden.

## Andere Dalí-museums
- Teatre-Museu Dalí, Figueres
- Salvador Dalí Museum, St. Petersburg (Florida)
- Dalí Universe, Londen
- Espace Dalí, Parijs